# Sierra McCormick
Sierra McCormick (* 28. Oktober 1997 in Asheville, North Carolina) ist eine US-amerikanische Schauspielerin, bekannt durch die Hauptrolle der Olive Doyle in der Fernsehserie A.N.T.: Achtung Natur-Talente.

## Leben und Karriere
McCormick wurde im Oktober 1997 in Asheville im US-Bundesstaat North Carolina geboren und lebt heute mit ihren Eltern und ihrer Schwester in Los Angeles. Zu ihren Hobbys zählen Lesen, Fahrradfahren, Schwimmen und Piano spielen.
McCormicks Karriere begann mit mehreren Gastauftritten in bekannten Fernsehserien wie Lass es, Larry!, Boston Legal, Criminal Minds, Hannah Montana, Monk oder CSI: Den Tätern auf der Spur. Sie bekam außerdem kleinere Rollen in den Filmen Die fast vergessene Welt und Schwesterherzen – Ramonas wilde Welt sowie in der Fernsehserie Supernatural. Im Jahre 2009 kam sie schließlich zu einer der Hauptrollen im Film Jack and Janet Save the Planet, wo sie zusammen mit China Anne McClain und Jake Short zusammen auftrat. Außerdem schaffte sie es als Olive Doyle in den Cast der Walt-Disney-Serie A.N.T.: Achtung Natur-Talente, die im Jahr 2011 ihre Premiere hatte. In der Serie spielt sie eine allwissende Schülerin, die sich an alles erinnern kann, was sie zuvor gehört, gesehen oder gelesen hat. Ebenfalls im Jahr 2011 war sie im Direct-to-Video veröffentlichten Familienfilm Spooky Buddies – Der Fluch des Hallowuff-Hunds, dem inzwischen zehnten Teil in der Air-Bud-Reihe, zu sehen. Mit dieser Rolle konnte sie zusammen mit der restlichen Besetzung bei den Young Artist Awards 2012 den Award in der Kategorie Beste Besetzung in einem DVD-Film gewinnen.

## Filmografie
- 2007: Ehe ist… (’Til Death, Fernsehserie, Episode 1x22)
- 2007–2009: Lass es, Larry! (Curb Your Enthusiasm, Fernsehserie, 3 Episoden)
- 2008: Boston Legal (Fernsehserie, Episode 5x03)
- 2008: Supernatural (Fernsehserie, 2 Episoden)
- 2009: Criminal Minds (Fernsehserie, Episode 4x13)
- 2009: Hannah Montana (Fernsehserie, Episode 3x08)
- 2009: Jack and Janet Save the Planet
- 2009: Die fast vergessene Welt (Land of the Lost)
- 2009: Monk (Fernsehserie, Episode 8x11)
- 2009: Medium – Nichts bleibt verborgen (Medium, Fernsehserie, Episode 6x17)
- 2009: The Breakdown
- 2009: Ein Hund rettet Weihnachten (The Dog Who Saved Christmas)
- 2010: Schwesterherzen – Ramonas wilde Welt (Ramona and Beezus)
- 2010: A Nanny for Christmas
- 2010: CSI: Den Tätern auf der Spur (CSI: Crime Scene Investigation, Fernsehserie, Episode 10x17)
- 2011: Spooky Buddies – Der Fluch des Hallowuff-Hunds (Spooky Buddies)
- 2011–2015: Jessie (Fernsehserie, 3 Episoden)
- 2011–2014: A.N.T.: Achtung Natur-Talente (A.N.T. Farm, Fernsehserie, 62 Episoden)
- 2015: Some Kind of Hate
- 2016: Dark Pledge (Fernsehfilm)
- 2017: Völlig verrückte Weihnachten (Christmas in the Heartland, Fernsehfilm)
- 2018: The Honor List
- 2018: The Neighborhood Watch (Fernsehfilm)
- 2018: The Danger of Positive Thinking (Pretty Little Stalker, Fernsehfilm)
- 2019: Die Weite der Nacht (The Vast of Night)
- 2019: VFW
- 2019: Lost and Found (Who Stole My Daughter?, Fernsehfilm)
- 2019: All Good Things
- 2021: We Need to Do Something
- 2021: American Horror Stories (Fernsehserie, 3 Episoden)
- 2022: Exploited
- 2023: Edge of Everything
- 2023: The Nana Project
- 2023: The Last Stop in Yuma County
- 2023: Summer Camp (Camp)
- 2024: Navy CIS (NCIS, Fernsehserie, Episode 22x08)
- 2025: Killing Mary Sue